# Zedelgem
Zedelgem és un municipi belga de la província de Flandes Occidental a la regió de Flandes arrenosa, a la val del Plaatsebeek, un afluent del Kerkebeek. Es troba a mig camí a onze quilòmetres entre Brugge i Torhout.
El primer esment Sedelingem data del 1089 en un acte del comte de Robert II de Flandes i el capítol de Sant Donacià de Bruges.

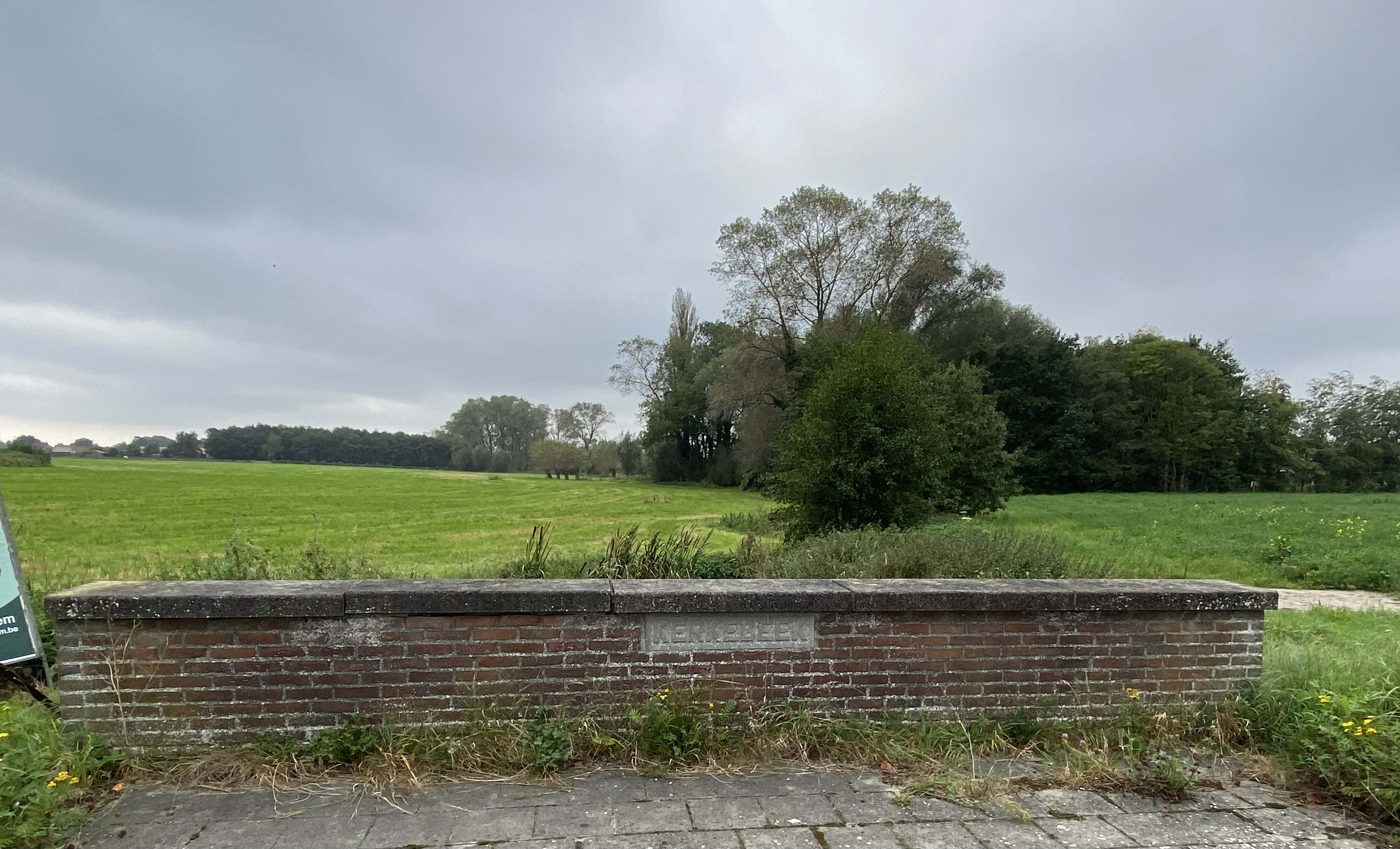
La vall del Kerkebeek en direcció amunt

El topònim data del perióde fràncic, devers el segle v. El súfix -gem, -hem, parent amb l'anglès home i l'alemany heim, significa assentament. El prefix és molt probablement un antropònim. En flamenc occidental es diu Zillegem (pronuncia zèl·legem) per la síncope molt freqüent en neerlandès de la «d» intervocàlica.

## Nuclis
El municipi és el resultat de la fusió, el 1r de gener de 1977 amb els antics municipis de Aartrijke, Loppem i Veldegem.
| #     | Nom                          | Superfície | Població (01/01/2006) |
| ----- | ---------------------------- | ---------- | --------------------- |
| I (V) | Zedelgem - Zedegem -De Leeuw | 15,34      | 7.354                 |
| II    | Aartrijke                    | 21,52      | 4.533                 |
| III   | Veldegem                     | 10,90      | 4.773                 |
| IV    | Loppem                       | 12,58      | 5.173                 |

Font: Ajuntament de Zedelgem

## Localització

Mapa de Zedelgem

| - a. Oostkamp - b. Waardamme (Oostkamp) - c. Ruddervoorde (Oostkamp) - d. Torhout - e. Wijnendale (Torhout) - f. Ichtegem - g. Eernegem (Ichtegem) - h. Bekegem (Ichtegem) - i. Zerkegem (Jabbeke) - j. Snellegem (Jabbeke) - k. Sint-Andries (Bruges) - l. Sint-Michiels (Bruges) |

## Demografia
- 1919: part de Veldegem (-7,68 km² i 2.264 habitants)
- 1977: fusió d'Aartrijke, Loppem i Veldegem (+45,00 km² i 11.983 habitants)

## Llocs d'interés
- Església de Llorenç